# تی‌وی‌آر تامورا
تی‌وی‌آر تامورا (TVR Tamora) خودرویی است که در سال‌های ۲۰۰۲–۲۰۰۶تولید شده‌است.
موتور آن ۳۶۰۵ سی‌سی سیستم جعبه‌دندهٔ آن ۵ دنده به صورت دستی است.